# Xã Danville, Quận Vermilion, Illinois
Xã Danville (tiếng Anh: Danville Township) là một xã thuộc quận Vermilion, tiểu bang Illinois, Hoa Kỳ. Năm 2010, dân số của xã này là 32.113 người.